# English Sunset
English Sunset is een liedje geschreven door Justin Hayward van The Moody Blues.
Hayward verbleef toen al veelvuldig aan de Middellandse Zee. Hij keek met dit lied enigszins nostalgisch terug op geboorteland Engeland. Het wordt ingeleid door klanken uit de synthesizer. Medebritten John Lodge en Ray Thomas praatten hier en daar door het lied heen. English Sunset werd de enige single, die The Moody Blues uitbrachten ter ondersteuning van hun studioalbum Strange Times. Of het daadwerkelijk in de winkel heeft gelegen is onduidelijk; er is alleen een promosingle bekend met twee versies van het nummer, een zogenaamde radioversie (met een minuut ingekort) en de albumversie. Wel bleef het relatief lang op de setlist staan bij optredens.
Een notering van English Sunset in hitparades is niet bekend.